# Matungulu Location
Matungulu Location är ett distrikt i Kenya.   Det ligger i länet Machakos, i den södra delen av landet, 50 km öster om huvudstaden Nairobi.